# Белая акация (фильм)
«Белая акация» — советский музыкальный фильм-спектакль 1957 года режиссёра Георгия Натансона, экранизация одноимённой оперетты Исаака Дунаевского по пьесе Владимира Масса и Михаила Червинского. 

## Сюжет
Девушка Тоня мечтает о далёких морских путешествиях. В своих песнях она поёт о родной Одессе, о славных моряках. Тоня влюблена в капитана китобойного судна Константина Куприянова. Но Куприянов увлечён легкомысленной девушкой Ларисой, все устремления которой связаны с новыми нарядами и весёлым времяпрепровождением. Когда Куприянов уходит в море, Лариса развлекается с Яшкой "Буксиром".

## В ролях
- Идалия Иванова — Тоня Чумакова
- Александр Стародуб — Костя Куприянов, капитан гарпунёров
- Евгения Дембская — Лариса
- Михаил Водяной — Яшка «Буксир»
- Николай Кочкин — Пётр Тимофеевич Чумаков, гарпунёр-наставник
- Валентина Франчук — Ольга Ивановна
- Муза Крепкогорская — Катя
- Михаил Дашевский — Кораблёв
- Шева Фингерова — Серафима Степановна, тетя Сима
- Олег Шаповалов — Лёша
- Борис Никитин — Саша
- А. Латров — капитан-директор
- Виктор Алоин — Женя Моргунов, помощник режиссёра (в титрах А. Алоин)
- Леонид Маренников — режиссёр
- Н. Сивченко — кинооператор

## Съёмочная группа
- Авторы сценария:
  - Владимир Масс
  - Михаил Червинский
- Главный режиссёр театра и постановщик спектакля: Изакин Гриншпун
- Режиссёр-постановщик: Георгий Натансон
- Главный оператор: Яков Кулиш
- Композитор: Исаак Дунаевский
- Художник-постановщик: Василий Зачиняев
- Дирижёр: Иван Кильберг